# Charlie Sanders
Pour les articles homonymes, voir Charlie Sanders (homonymie) et Sanders.
Charlie Sanders est un acteur américain né le 22 août 1979 à Minneapolis dans le Minnesota.
Il est apparu dans la série Childrens Hospital et incarne depuis 2011 le rôle de l'agent Joe Stubeck dans la série MTV Death Valley.